# Шерица (Леко)
Шерица је насеље у Италији у округу Леко, региону Ломбардија.
Према процени из 2011. у насељу је живело 51 становника. Насеље се налази на надморској висини од 681 м.